# Stari Glog (Vranje)
Stari Glog (Servisch cyrillisch Стари Глог) is een plaats in de Servische gemeente Vranje. De plaats telt 44 inwoners (2002).